# Pierre
Pierre (französisch für „Stein, Gestein“) ist ein französischer Vorname. Er leitet sich wie der deutsche Name Peter vom griechischen Petros (πέτρος, „Fels“) ab. In Luxemburg ist auch die Abkürzung Pir gebräuchlich.

## Vorname
- Pierre Abaillard (1079–1142), französischer Philosoph, siehe Petrus Abaelardus
- Pierre Allier (1908–1968), französischer Jazzmusiker
- Pierre Amoyal (* 1949), französischer Violinist und Dirigent
- Pierre Bacqueyrisses (1893–1949), französischer Unternehmer und Automobilrennfahrer
- Pierre Baigorry (* 1971), deutscher Sänger, siehe Peter Fox
- Pierre Bérégovoy (1925–1993), französischer Politiker, Premierminister
- Pierre Besson (* 1967), deutscher Schauspieler
- Pierre Boulez (1925–2016), französischer Komponist und Dirigent
- Pierre Bourdieu (1930–2002), französischer Soziologe
- Pierre Bouvier (* 1979), kanadischer Musiker, siehe Simple Plan
- Pierre Brice (1929–2015), französischer Schauspieler
- Pierre-Firmin Capmartin (1855–1914), französischer Geistlicher und römisch-katholischer Bischof von Oran
- Pierre Cardin (1922–2020), französischer Modeschöpfer und Unternehmer
- Pierre de Chambrun (1865–1954), französischer Politiker
- Pierre Chaumié (1880–1966), französischer Politiker und Résistant
- Pierre Commoy (* 1950), französischer Künstler, siehe Pierre et Gilles
- Pierre Corneille (1606–1684), französischer Dramatiker
- Pierre de Courtenay (≈1218–1249/50), französischer Ritter und Burgherr
- Pierre Curie (1859–1906), französischer Physiker und Nobelpreisträger
- Pierre Delin (1924– ), französischer Jazz- und Unterhaltungsmusiker
- Pierre Deluns-Montaud (1845–1907), französischer Politiker
- Pierre Denis (1828–1907), französischer Kommunarde
- Pierre-Frédéric Dorian (1814–1873), französischer Politiker und Reidemeister
- Pierre Foulani (1939–2020), nigrischer Physiker
- Pierre Franckh (* 1953), deutscher Schauspieler und Synchronsprecher
- Pierre Freudl (* 1983), deutscher Handballspieler
- Pierre Gasly (* 1996), französischer Rennfahrer
- Pierre Gilgenast (* 1965), Bürgermeister von Rendsburg
- Pierre-Louis Girard (* 1942), Schweizer Diplomat
- Pierre Goursat (1914–1991), Gründer der Gemeinschaft Emmanuel
- Pierre Guillot (1855–1918), französischer Rosenzüchter
- Pierre Henry (1927–2017), französischer Komponist
- Pierre Kalulu (* 2000), französischer Fußballspieler
- Pierre Kerkhoffs (1936–2021), niederländischer Fußballspieler
- Pierre Kipré (* 1945), ivorischer Diplomat, Historiker und Schriftsteller
- Pierre M. Krause (* 1976), deutscher Moderator
- Pierre Kröger (1938–2022), deutscher Maler und Grafiker
- Pierre Lafitte (1872–1938), französischer Verleger und Journalist
- Pierre Leclerc († 1546), französischer evangelischer Märtyrer
- Pierre Legrand (1834–1895), französischer Politiker
- Pierre Littbarski (* 1960), deutscher Fußballspieler und -trainer
- Pierre Londiche (1932–2022), französischer Schauspieler
- Pierre Loti (1850–1923), französischer Marineoffizier und Schriftsteller
- Pierre Massimi (1935–2013), französischer Schauspieler
- Pierre Mathieu-Bodet (1816–1911), französischer Politiker
- Pierre Maudet (* 1978), Schweizer Politiker und Präsident der Stadt Genf (2011–2012)
- Pierre Michel ( 1929–2023), französischer Radrennfahrer
- Pierre Michel (* 1942), französischer Literaturwissenschaftler, Hochschullehrer
- Pierre Monneret (1931–2010), französischer Motorradrennfahrer
- Pierre Neuville (* 1943), belgischer Pokerspieler und Unternehmer
- Pierre d’Oron († 1287), von 1273 bis 1287 Bischof von Sitten
- Pierre de Paschal (1522–1565), französischer Literat
- Pierre Pflimlin (1907–2000), Jurist und französischer Politiker
- Pierre Pincemaille (1956–2018), französischer Komponist, Organist und Musikpädagoge
- Pierre Poulin (* 1958), kanadischer Freestyle-Skier
- Pierre Rabhi (1938–2021), französischer Schriftsteller, Landwirt und Umweltschützer
- Pierre Richard (* 1934), französischer Schauspieler
- Pierre-François Roussillon (1961/62–2025), französischer Klarinettist und Orchesterleiter
- Pierre Sanoussi-Bliss (* 1962), deutscher Schauspieler, Regisseur und Drehbuchautor
- Pierre Schwarzenbach (* 1950), Schweizer Geschäftsmann und Künstler
- Dale Pierre Selby (1953–1987), hingerichteter US-amerikanischer Mörder, siehe Hi-Fi-Morde von Ogden
- Pierre Eugène du Simitière (1737–1784), schweizerisch-US-amerikanischer Künstler und Philosoph
- Pierre Trémintin (1876–1966), französischer Politiker
- Pierre Trudeau (1919–2000), kanadischer Premierminister
- Pierre Veyron (1903–1970), französischer Automobilrennfahrer
- Pierre de Vielle-Bride (≈ 1200–1253), Großmeister des Johanniterordens
- Pierre Vogel (* 1978), islamistischer deutscher Prediger

## Familienname
- Aaron Pierre (Fußballspieler) (* 1993), englisch-grenadischer Fußballspieler
- Aaron Pierre (Schauspieler) (* 1994), britischer Film- und Theaterschauspieler
- Abbé Pierre (1912–2007), französischer Priester und Gründer der Wohltätigkeitsorganisation Emmaus
- Abel de Pierre-Buffière (1560–1595), französischer Heerführer in den Hugenottenkriegen
- Adèle de Pierre (1800–1890), Schweizer Gouvernante und Übersetzerin
- Alexandre Pierre (* 1984), deutscher Schauspieler
- Alexandre Pierre (Fußballspieler) (* 2001), haitianischer Fußballtorhüter
- Alvin Pierre-Louis (* 1974); dominicanischer
- Amédée Pierre (1937–2011), ivorischer Sänger
- André Pierre (1914–2005), haitianischer naiver Maler, Voodoo-Priester und Landwirt
- Antoine Pierre (* 1992), belgischer Jazzmusiker
- Anton Pierre (* 1977), trinidadischer Fußballspieler
- Barbara Pierre (* 1986), US-amerikanisch-haitianische Sprinterin
- Bernard Pierre (* 1939), französischer Schwimmer
- Bony Pierre (* 1991), haitianischer Fußballspieler
- Bryce Pierre (* 1985), Fußballspieler für die amerikanischen Jungferninseln
- Catherine Pierre (* 1957), französische Judoka
- Charles Louis de Pierre (1763–1824), auch Karl Ludwig de Pierre, Neuenburger Politiker, Staatsrat und Tagsatzungsgesandter
- Christiane Eda-Pierre (1932–2020), französische Opernsängerin (Sopran)
- Christophe Pierre (* 1946), Kardinal und Diplomat des Heiligen Stuhls
- Daniel Pierre (1891–1979), französischer Leichtathlet
- Dayana Pierre-Louis (* 2003), haitianische Fußballspielerin
- DBC Pierre (* 1961), australischer Schriftsteller
- Dorrel Pierre (* 1999), grenadischer Fußballspieler
- Dyshawn Pierre (* 1993), kanadischer Basketballspieler
- Edmond Potonié-Pierre (1829–1902), französischer Pazifist
- Edwige Pierre (* 1951), britische Schauspielerin
- Émeline Pierre (Schriftstellerin) (* 1980), dominicanisch-kanadische Schriftstellerin
- Émeline Pierre (Schwimmerin) (* 1999), französische Schwimmerin
- Emmanuelle Pierre-Marie (* 1971), französische Politikerin
- Ericq Pierre (* 1945?), haitianischer Ökonom und Politiker
- Ernest Germain de Saint-Pierre (1814–1882), französischer Arzt und Botaniker
- Eugénie Potonié-Pierre (1844–1898), französische Feministin
- François-Joachim de Pierre de Bernis (1715–1794), französischer Kardinal, Außenminister und Dichter
- Frédéric Pierre (Wasserspringer) (* 1969), französischer Wasserspringer
- Frédéric Pierre (Fußballspieler) (* 1974), belgischer Fußballspieler
- Fritz Pierre (* 1949), haitianischer Mittelstreckenläufer
- Gabriel Pierre (* 1966), kubanischer Baseballspieler
- Golman Pierre (* 1971), haitianischer Fußballspieler
- Hervé Pierre (* 1955), französischer Schauspieler
- Henri de Pierre-Buffière de Chamberet (1593–1649), französischer Heerführer und General der Frondeure
- James A. A. Pierre (1908–1980), liberianischer Politiker
- James Pierre-Louis (* 1973), mauritischer Fußballspieler
- Jamie Pierre (1973–2011), US-amerikanischer Skifahrer
- Jariel Pierre-Gabriel (* 2001), Fußballspieler für Sint Maarten
- Jason Pierre-Paul (* 1989), US-amerikanischer Footballspieler
- Jean Baptiste Louis Pierre (1833–1905), französischer Botaniker
- Jean-Jacques Pierre (* 1981), haitianischer Fußballspieler
- Jean-Luc Grand-Pierre (* 1977), kanadischer Eishockeyspieler
- Jean Saint-Pierre (1884–1951), französischer Geistlicher und römisch-katholischer Weihbischof in Karthago
- Jordan Pierre-Charles (* 1993), Fußballspieler für Martinique
- Jordan Pierre-Gilles (* 1998), kanadischer Shorttracker
- José Pierre (1927–1999), französischer Surrealist
- José-Karl Pierre-Fanfan (* 1975), französischer Fußballspieler, Herkunftsland Martinique
- Joseph Nemours Pierre-Louis (1900–1966), haitianischer Politiker, Präsident von Haiti
- Juan Pierre (* 1977), US-amerikanischer Baseballspieler
- Julien Pierre (* 1981), französischer Rugby-Union-Spieler
- Justin Pierre (* 1981), Fußballspieler für die Cayman Islands
- Karine Jean-Pierre (* 1974), französisch-US-amerikanische Politikerin
- Kennedy St-Pierre (* 1992), mauritischer Amateurboxer
- Kennel Pierre-Louis (* 1989), haitianischer Fußballspieler
- Kevon Pierre (* 1982), Leichtathlet aus Trinidad und Tobago
- Kim St-Pierre (* 1978), kanadische Eishockeytorhüterin
- Laura Pierre (* 1956), trinidadische Sprinterin
- Leverton Pierre (* 1998), haitianischer Fußballspieler
- Liliane Pierre-Paul (1953–2023), haitianische Journalistin
- Louis Philippe de Pierre, auch Ludwig Philipp de Pierre, Neuenburger Tagsatzungsgesandter
- Mackenson Pierre (* 1984), Fußballspieler für Saint Martin
- Marie Simon-Pierre (* 1961), französische Ordensschwester und Hebamme
- Marie-Hélène Valérie-Pierre (* 1978), mauritische Badmintonspielerin
- Marie-Josephe Jean-Pierre (* 1975), mauritische Badmintonspielerin
- Marie-Louise Pierre (* 1955), haitianische Sprinterin
- Marlon Pierre (* 1981), trinidadischer Fußballspieler
- Michèle Pierre-Louis (* 1947), haitianische Politikerin
- Michelle Pierre (* 1973), britische Leichtathletin
- Milan Pierre-Jérôme (* 2002), haitianisch-jamaikanische Fußballspielerin
- Nick St-Pierre (* 1985), kanadischer Eishockeyspieler
- Nigel Pierre (* 1979), trinidadischer Fußballspieler
- Odile Pierre (1932–2020), französische Organistin, Komponistin und Musikpädagogin
- Philip Pierre (* 1955 oder 1956), lucianischer Premierminister
- Randy Pierre (* 1973), vincentischer Fußballspieler
- Raymond Pierre (* 1967), US-amerikanischer Leichtathlet
- Ricardo Pierre-Louis (* 1984), haitianischer Fußballspieler
- Richard La Pierre (1842–1893), deutscher Architekt, Eisenbahn- und Militärbaumeister
- Roger Pierre (1923–2010), französischer Schauspieler
- Ronaël Pierre-Gabriel (* 1998), französischer Fußballspieler
- Rosemond Pierre (* 1968), haitianischer Fußballspieler
- Rosie Pierre-Louis (* 1981), dominicanischer Fußballspieler
- Rufuson Pierre-Louis (* 1996), dominicanischer Fußballspieler
- Shailyn Pierre-Dixon (* 2003), kanadische Filmschauspielerin
- Simon Pierre (* 1979), trinidadischer Leichtathlet
- Sonia Pierre (1963–2011), dominikanische Frauenrechtlerin
- Stéphane Pierre (* 1981), mauritischer Fußballspieler
- Steven Pierre (* 2005), vincentischer Fußballspieler
- Thérèse Pierre (1908–1943), französische Widerstandskämpferin und Lehrerin
- Viktor Pierre (1819–1886), österreichischer Physiker
- Wilbert Pierre (* 1992), Fußballspieler für die amerikanischen Jungferninseln
- Wings Pierre-Louis (* 1985), haitianischer Fußballspieler
- Zaine Pierre (* 1993), lucianischer Fußballspieler

## Künstlername
- Pierre (* 1982), brasilianischer Fußballspieler, siehe Lucas Pierre Santos Oliveira